# NBA All-Star utakmica 2010.
NBA All-Star utakmica 2010. 59. je jubilarna All-Star utakmica koja se održala u Cowboys Stadiumu u Arlingtonu. To je bila druga All-Star utakmica koja je održana uz domaćinstvo Dallas Mavericksa. Rookie Challenge i ostali subotnji događaji održali su se 12. i 13. veljače, dok je sama All-Star utakmica održana u nedjelju, 14. veljače 2010. godine. All-Star vikend počeo je u petak, 12. veljače 2010., s utakmicom slavnih i Rookie Challengeom. U subotu je održano Shooting Stars natjecanje, Skills Challenge, natjecanje u tricama, Slam Dunk natjecanje i H-O-R-S-E natjecanje. Pobjedu u All-Star utakmici odnijela je momčad Istoka rezultatom 141:139, a najkorisnijim igračem utakmice proglašen je Dwyane Wade s postignutih 28 poena, 11 asistencija, 6 skokova i 5 ukradenih lopti. U Rookie Challengeu, nakon sedam godina, pobjedu su odnijeli novaci, a najkorisnijim igračima utakmice proglašeni su DeJuan Blair i Tyreke Evans. U subotnjim događajima, Slam Dunk natjecanju, natjecanju u tricama, Skills Challengeu, H-O-R-S-E natjecanju i Shooting Stars natjecanju pobjedu su odnijeli Nate Robinson, Paul Pierce, Steve Nash, Kevin Durant i momčad Teksasa. Posjećenost utakmici srušila je sve rekode gledanosti jedne košarkaške utakmice jer je broj gledatelja premašio brojku od 100 tisuća, tj. bilo je 108,713 gledatelja. Prethodni rekord držala je utakmica između sveučilišta Michigan i Kentucky koju je, 2003. godine, gledalo 78,129 gledatelja. Prethodni rekord za All-Star utakmicu držala je ona iz 1989. godine kada je na tribinama stadiona utakmicu pratilo 44,735 gledatelja.

## Domaćin
Domaćini ovogodišnje All-Star utakmice bit će Dallas Mavericksi kojima je to drugi put u povijesti franšize da su domaćini neke od All-Star utakmica. Posljednji put bili su domaćini 1986. godine u svojoj Reunion Areni u Dallasu. 
Ovogodišnja All-Star utakmica posebna je po tome što se igrala na stadionu NFL momčadi Dallas Cawboysa dok su se ostali subotnji događaji održali u American Airlines Centru, domaćoj dvorani Mavericksa. 30. listopada 2008. povjerenik lige, David Stern, odobrio je organizaciju All-Star utakmice vlasniku Dallas Mavericksa, Marku Cubanu i vlasniku Dallas Cowboysa, Jerryju Jonesu. Ovo je prva All-Star utakimca, nakon one u San Antoniu 1996. godine, koja je održana na jednom od nogometnih stadiona. 

## All-Star utakmica

### Igrači
Kao i svake godine, završetak glasovanja za All-Star susret donosi podvojene reakcije. Uvijek se nađe nezadovoljnika koji misle da bi trebali nastupiti na susretu zvijezda, gdje bi neki od njih objektivno i trebali, no mjesta nema dovoljno za sve tako da nekolicina vrhunskih igrača promatra showtime s tribine. Sustav biranja igrača je sljedeći. Navijači svojim glasovima određuju početne petorke Istoka i Zapada. Nakon toga, treneri odabiru pet igrača prema pozicijama (dva beka, dva krila i centar), a preostala dva mjesta u momčadi odabiru također treneri, samo sada bez obzira na pozicije. Ako se neki od izabranih ozlijedi, zamjenu će imenovati komesar lige David Stern. 
Krilo Cleveland Cavaliersa LeBron James dobio je rekordnih 2,549,693 glasova ljubitelja košarke u izboru za startne petorke za ovogodišnju NBA All-Star utakmicu. Uz Jamesa u početnu petorku Istoka izabran je i branič Allen Iverson (Philadelphia 76ers), koji je time ostvario svoj jedanaesti uzastopni nastup na All-Star utakmici. Drugi članovi početne petorke su Dwyane Wade (Miami Heat), Kevin Garnett (Boston Celtics) i Dwight Howard (Orlando Magic). Ova početna petorka je također nastupila i na prošlogodišnjoj All-Star utakmici, a u pričuvama Istoka, koje su izabrali treneri, su Chris Bosh (Toronto Raptors), Al Horford (Atlanta Hawks), Gerald Wallace (Charlotte Bobcats), Joe Johnson (Atlanta Hawks), Derrick Rose (Chicago Bulls), Rajon Rondo i Paul Pierce (Boston Celtics). Prve nastupe na All-Star utakmici ostvarili su: Rose, Wallace, Horford i Rondo.
Vodeći u glasovanju za prvu petorku Zapada bio je branič Los Angeles Lakersa, Kobe Bryant, koji je prikupio 2,456,224 glasova. Drugi članovi početne petorke su Steve Nash (Phoenix Suns), Carmelo Anthony (Denver Nuggets), Tim Duncan (San Antonio Spurs) i Amar'e Stoudemire (Phoenix Suns). U pričuvama Zapada su: Chris Paul (New Orleans Hornets), Pau Gasol (Los Angeles Lakers), Dirk Nowitzki (Dallas Mavericks), Zach Randolph (Memphis Grizzlies), Kevin Durant (Oklahoma City Thunder), Brandon Roy (Portland Trail Blazers) i Deron Williams (Utah Jazz). Prve nastupe na All-Star utakmici ostvarili su: Williams, Randolph i Durant.
Četiri igrača propustila su utakmicu što zbog ozljeda, a što zbog osobnih razloga. Kobe Bryant, Chris Paul i Brandon Roy nisu nastupili zbog ozljede dok je Allen Iverson svoj nastup otkazao zbog nekih privatnih razloga. Povjerenik je imenovao zamjene, a one su bile Chauncey Billups (umjesto Paula), Jason Kidd (umjesto Bryanta), Chris Kaman (umjesto Roya) i David Lee (umjesto Iversona). Kamanu i Leeju ovo je bio prvi nastup na All-Star utakmici.

### Treneri
Kriterij za biranje trenera All-Star momčadi je da njihove momčadi imaju najbolji omjer pobjeda i poraza u svojoj konferenciji. Iako su to, kao i prošle godine, Mike Brown iz Cleveland Cavaliersa i Phil Jackson iz Los Angeles Lakersa, nemaju pravo po drugu godinu zaredom voditi najbolje momčadi lige te je stoga za trenera Zapada izabran trener Denver Nuggetsa, George Karl. To je Karlu četvrti put da je imao čast voditi momčadi Istoka ili Zapada, a prije toga to je ostvario 1994., 1996. i 1998. godine. Trener Istoka bio je trener Orlando Magica, Stan Van Gundy, kojemu je to bilo drugo vođenje, nakon 2005. godine, jednih od momčadi na All-Star utakmici.

### Rosteri
| Poz.                                          | Igrač           | Klub                | Broj nastupa | Br. glasova |
| Starteri                                      | Starteri        | Starteri            | Starteri     | Starteri    |
| --------------------------------------------- | --------------- | ------------------- | ------------ | ----------- |
| G                                             | Allen Iverson 5 | Philadelphia 76ers  | 11.          | 1,269,568   |
| G                                             | Dwyane Wade     | Miami Heat          | 6.           | 2,327,550   |
| F                                             | LeBron James    | Cleveland Cavaliers | 6.           | 2,549,693   |
| F                                             | Kevin Garnett   | Boston Celtics      | 13.          | 1,978,116   |
| C                                             | Dwight Howard   | Orlando Magic       | 4.           | 2,360,096   |
| Rezerve                                       |                 |                     |              |             |
| G                                             | Joe Johnson 8   | Atlanta Hawks       | 4.           | —           |
| G                                             | Rajon Rondo     | Boston Celtics      | 1.           | —           |
| G                                             | Derrick Rose    | Chicago Bulls       | 1.           | —           |
| F                                             | Paul Pierce     | Boston Celtics      | 8.           | —           |
| F                                             | Gerald Wallace  | Charlotte Bobcats   | 1.           | —           |
| F/C                                           | Al Horford      | Atlanta Hawks       | 1.           | —           |
| F/C                                           | Chris Bosh      | Toronto Raptors     | 5.           | —           |
| C                                             | David Lee 6     | New York Knicks     | 1.           | —           |
| Glavni trener: Stan Van Gundy (Orlando Magic) |                 |                     |              |             |

| Poz.                                        | Igrač             | Klub                   | Broj nastupa | Br. glasova |
| Starteri                                    | Starteri          | Starteri               | Starteri     | Starteri    |
| ------------------------------------------- | ----------------- | ---------------------- | ------------ | ----------- |
| G                                           | Steve Nash        | Phoenix Suns           | 7.           | 1,222,235   |
| G                                           | Kobe Bryant 2     | Los Angeles Lakers     | 12.          | 2,456,224   |
| F                                           | Carmelo Anthony   | Denver Nuggets         | 3.           | 2,137,560   |
| F                                           | Tim Duncan        | San Antonio Spurs      | 12.          | 1,156,696   |
| C                                           | Amar'e Stoudemire | Phoenix Suns           | 5.           | 1,824,093   |
| Rezerve                                     |                   |                        |              |             |
| G                                           | Chauncey Billups3 | Denver Nuggets         | 5.           | —           |
| G                                           | Jason Kidd4       | Dallas Mavericks       | 10.          | —           |
| G                                           | Chris Paul 2      | New Orleans Hornets    | 3.           | —           |
| G                                           | Brandon Roy 2     | Portland Trail Blazers | 3.           | —           |
| G                                           | Deron Williams    | Utah Jazz              | 1.           | —           |
| F                                           | Kevin Durant      | Oklahoma City Thunder  | 1.           | —           |
| F                                           | Dirk Nowitzki 8   | Dallas Mavericks       | 9.           | —           |
| F                                           | Zach Randolph     | Memphis Grizzlies      | 1.           | —           |
| F/C1                                        | Pau Gasol         | Los Angeles Lakers     | 3.           | —           |
| C                                           | Chris Kaman7      | Los Angeles Clippers   | 1.           | —           |
| Glavni trener: George Karl (Denver Nuggets) |                   |                        |              |             |

Napomene
^1  Pau Gasol je na All-Star pozvan kao zamjenski centar, iako je njegova prirodna pozicija krilni igrač. 

^2  Chris Paul, Kobe Bryant i Brandon Roy nisu nastupili zbog ozljede 

^3  Chauncey Billups je imenovan Paulovom zamjenom 

^4  Jason Kidd je imenovan Bryantovom zamjenom 

^5  Allen Iverson nije nastupio na All-Star utakmici zbog osobnih razloga 

^6  David Lee imenovan je Iversonovom zamjenom 

^7  Chris Kaman je imenovan Royevom zamjenom 

^8  Dirk Nowitzki zauzeo je, umjesto Kobea Bryanta, mjesto u startnoj petorci Zapada dok je Joe Johnson, umjesto Allena Iversona, zauzeo mjesto u startnoj petorci Istoka 

### Utakmica
| 14. veljače 2010. 8:00 p.m. | Izvještaj na NBA.com | Istočna konferencija                                  | 141–139 | Zapadna konferencija                                                    |  | Cowboys Stadium, Arlington, Teksas Gledatelji 108,713 Suci: Scott Foster, James Capers, Derek Richardson | TNT |
| 14. veljače 2010. 8:00 p.m. | Izvještaj na NBA.com | Po četvrtinama: 37-34, 39-35, 42-40, 23-30            |         |                                                                         |  | Cowboys Stadium, Arlington, Teksas Gledatelji 108,713 Suci: Scott Foster, James Capers, Derek Richardson | TNT |
| 14. veljače 2010. 8:00 p.m. | Izvještaj na NBA.com | Koševi: Wade 28 Skokovi: Bosh 10 Asistencije: Wade 11 |         | Koševi: Anthony 27 Skokovi: Anthony, Stoudemire 10 Asistencije: Nash 13 |  | Cowboys Stadium, Arlington, Teksas Gledatelji 108,713 Suci: Scott Foster, James Capers, Derek Richardson | TNT |

## NBA All-Star vikend

### Rookie Challenge
T-Mobile Rookie Challenge je utakmica između novaka (rookieja) i igrača druge godine (sophomoresa). Utakmica se igra na dva poluvremena, slično kao na sveučilišnoj košarci. Momčad rookiea sastoji se od čak petorice, iz top 10, izabranih na draftu, a to su: Stephen Curry, Tyreke Evans, Jonny Flynn, James Harden i Brandon Jennings. Momčadi sophomoresa sastoji se od čak sedmorice igrača koji su nastupili na prošlom Rookie Challengeu, a to su Michael Beasley, Marc Gasol, Eric Gordon, Brook Lopez, O. J. Mayo, Derrick Rose i Russell Westbrook. Zbog nastupa na All-Star utakmici i Skills Challengeu, Rose ne može nastupiti na Rookie Challengeu te je zamijenjen Anthonyjem Morrowom. Momčad novaka i igrača druge godine vodio je pomoćni trener Denver Nuggetsa i Orlando Magica, tj. Adrian Dantley i Patrick Ewing. Za pomoćne trenere postavljen je dvojac na All-Star susretu Kevin Durant i Chris Bosh. U poluvremenu utakmice održane su dodatne kvalifikacije za četvrto mjesto na popisu natjecatelja za Slam Dunk natjecanje, između DeMara DeRozana i Erica Gordona.
| F/C                                                  | DeJuan Blair     | San Antonio Spurs      |
| F                                                    | Omri Casspi      | Sacramento Kings       |
| G                                                    | Stephen Curry    | Golden State Warriors  |
| G                                                    | Tyreke Evans     | Sacramento Kings       |
| G                                                    | Jonny Flynn      | Minnesota Timberwolves |
| F                                                    | Taj Gibson       | Chicago Bulls          |
| G                                                    | James Harden     | Oklahoma City Thunder  |
| G                                                    | Brandon Jennings | Milwaukee Bucks        |
| F                                                    | Jonas Jerebko    | Detroit Pistons        |
| Glavni trener: Adrian Dantley (Denver Nuggets)       |                  |                        |
| Pomoćni trener: Kevin Durant (Oklahoma City Thunder) |                  |                        |

| F                                            | Michael Beasley   | Miami Heat             |
| C                                            | Marc Gasol        | Memphis Grizzlies      |
| G/F                                          | Danilo Gallinari  | New York Knicks        |
| G                                            | Eric Gordon       | Los Angeles Clippers   |
| C                                            | Brook Lopez       | New Jersey Nets        |
| F/C                                          | Kevin Love        | Minnesota Timberwolves |
| G                                            | O. J. Mayo        | Memphis Grizzlies      |
| G                                            | Anthony Morrow2   | Golden State Warriors  |
| G                                            | Derrick Rose1     | Chicago Bulls          |
| G                                            | Russell Westbrook | Oklahoma City Thunder  |
| Glavni trener: Patrick Ewing (Orlando Magic) |                   |                        |
| Pomoćni trener: Chris Bosh (Toronto Raptors) |                   |                        |

Napomene
^1  Derrick Rose neće nastupiti na Rookie Challengeu jer je izabran na All-Star utakmicu. 

^2  Anthony Morrow je imenovan Roseovom zamjenom
| 12. veljače 2010. 9:00 p.m. | Izvještaj na NBA.com | Rookies                                                    | 140–128 | Sophomores                                                          |  | Cowboys Stadium, Arlington, Teksas Gledatelji 19,200 Suci: John Goble, Sean Wright, David Guthrie | TNT |
| 12. veljače 2010. 9:00 p.m. | Izvještaj na NBA.com | Poluvrijeme: 67-55, 73-73                                  |         |                                                                     |  | Cowboys Stadium, Arlington, Teksas Gledatelji 19,200 Suci: John Goble, Sean Wright, David Guthrie | TNT |
| 12. veljače 2010. 9:00 p.m. | Izvještaj na NBA.com | Koševi: Evans 26 Skokovi: Blair 23 Asistencije: Jennings 8 |         | Koševi: Westbrook 40 Skokovi: Beasley, Lopez 7 Asistencije: Mayo 10 |  | Cowboys Stadium, Arlington, Teksas Gledatelji 19,200 Suci: John Goble, Sean Wright, David Guthrie | TNT |

Momčad rookiea odnijela je pobjedu rezultatom 140:128 što je bilo prvi puta u sedam godina da je momčad novaka slavila protiv sophomoresa. Tyreke Evans, s postignutih 26 poena, 6 skokova i 5 asistencija, i DeJuan Blair, s postignutih 22 poena i 23 skoka, predvodili su novake do pobjede. Blair je ovim ostvarenjem postao prvi igrač u povijesti Rookie Challengea koji je na utakmici postigao minimalno 20 poena i 20 skokova. Na strani poraženih najbolje je odigrao Russell Westbrook koji je postigao 40 poena, što je drugi put da je na utakmici postignuto 40 ili više poena. Na poluvremenu, rookieji su vodili s 12 poena razlike, da bi u drugom poluvremenu inicijativu preuzeli sophomoresi i smanjili vodstvo, ali na kraju rookieji ipak zasluženo odnose pobjedu.

### Slam Dunk natjecanje
U Sprite Slam Dunk Contestu, ili natjecanju u zakucavanju, sudjelovali su Nate Robinson, Gerald Wallace, Shannon Brown i DeMar DeRozan. Četvrti natjecatelj odlučen je dodatnim kvalifikacijama, tijekom poluvremena Rookie Challengea, između DeRozana i Erica Gordona. DeRozan je s 61% glasova odnio pobjedu te je tako zauzeo to četvrto mjesto na popisu natjecatelja. Kao jedan od sudaca na natjecanju bio je i pobjednik iz 1986. godine, Spud Webb. U finalu, Nate Robinson je s 51% glasova pobijedio DeRozana te je tako postao prvi igrač u povijesti Slam Dunk natjecanja s tri osvojene titule.
| Poz. | Igrač.         | Klub.              | Visina (cm) | Težina (cm) | Prvi krug | Prvi krug | Prvi krug | Finale  |
| Poz. | Igrač.         | Klub.              | Visina (cm) | Težina (cm) | 1. zakuc. | 2. zakuc. | Ukupno    | Glasovi |
| ---- | -------------- | ------------------ | ----------- | ----------- | --------- | --------- | --------- | ------- |
| G    | Nate Robinson  | New York Knicks    | 175         | 82          | 44        | 45        | 89        | 51%     |
| G    | DeMar DeRozan  | Toronto Raptors    | 201         | 100         | 42        | 50        | 92        | 49%     |
| G    | Shannon Brown  | Los Angeles Lakers | 193         | 96          | 37        | 41        | 78        | —       |
| F    | Gerald Wallace | Charlotte Bobcats  | 201         | 100         | 38        | 40        | 78        | —       |

| Poz. | Igrač         | Klub                 | Visina (cm) | Težina (kg) | Glasovi |
| ---- | ------------- | -------------------- | ----------- | ----------- | ------- |
| G    | DeMar DeRozan | Toronto Raptors      | 201         | 100         | 61%     |
| G    | Eric Gordon   | Los Angeles Clippers | 191         | 101         | 39%     |

### Natjecanje u tricama
U Foot Locker Three-Point Shootout natjecanju, ili natjecanju u tricama sudjelovali su Chauncey Billups, Paul Pierce, Channing Frye, Danilo Gallinari i novak Stephen Curry. Frye je bio prvi centar, nakon Sama Perkinsa i 1997. godine, koji se natjecao u ovom natjecanju. Tijekom natjecanja cilj je postići što više poena u roku od jedne minute. Igrači počinju iz kuta, a zatim se kreću od jedne do druge pozicije sve dok ne dođu do drugog kuta. Na svakoj šuterskoj stanici ima pet lopti. Od tih pet lopti, četiri vrijede po jedan poen, a zadnja šarena lopta (eng. money ball) vrijedi dva poena. Najveći mogući zbroj bodova u jednom krugu je 30. Nakon prvog kruga, najviše postignutih poena imao je Stephen Curry, njih 18, dok su Chauncey Billups i Paul Pierce postigli 17 poena. Branitelj naslova, Daequan Cook, postigao je 15 poena te se pridružio Channingu Fryeu i Danilu Gallinariu kao igračima koji nisu prošli dalje. U finalu, Pierce je postigao 20 poena što je za Billupsa i Currya bilo nedostižno te si je tako Pierce priskrbio prvi naslov pobjednika natjecanja u tricama.
| Poz. | Igrač            | Klub                  | Visina (cm) | Težina (kg) | Prvi krug | Finale |
| ---- | ---------------- | --------------------- | ----------- | ----------- | --------- | ------ |
| F    | Paul Pierce      | Boston Celtics        | 201         | 107         | 17        | 20     |
| G    | Stephen Curry    | Golden State Warriors | 191         | 82          | 18        | 17     |
| G    | Chauncey Billups | Denver Nuggets        | 191         | 92          | 17        | 14     |
| G    | Daequan Cook     | Miami Heat            | 193         | 93          | 15        | —      |
| C    | Channing Frye    | Phoenix Suns          | 211         | 111         | 15        | —      |
| F    | Danilo Gallinari | New York Knicks       | 208         | 102         | 15        | —      |

### Skills Challenge
Na Taco Bell Skills Challengeu, ili natjecanju u demonstriranju košarkaških vještina sudjelovala su četiri igrača. Derrick Rose, prvi izbor NBA drafta 2008. pridružio se trojcu, Deron Williams, Steve Nash i Brandon Jennings. Cilj igre je da se u što kraćem vremenu prođe "poligon s preprekama". Prepreke se prolaze driblingom, dodavanjem i šutom. Cijelo vrijeme igrač se mora pridržavati osnovnih pravila NBA lige koji se tiču kontrole i vođenja. Zbog ozljede Rose je otkazao nastup, a njegovom zamjenom imenovan je Russell Westbrook. Pobjedu u natjecanju odnio je Steve Nash, pobijedivši u finalu Derona Williamsa te je tako Nash postao dvostruki osvajač ovog natjecanja.
| Poz. | Igrač              | Klub                  | Visina (cm) | Težina (kg) | Prvi krug | Finale |
| ---- | ------------------ | --------------------- | ----------- | ----------- | --------- | ------ |
| G    | Steve Nash         | Phoenix Suns          | 191         | 81          | 35.0      | 29.9   |
| G    | Deron Williams     | Utah Jazz             | 191         | 94          | 34.1      | 37.8   |
| G    | Brandon Jennings   | Milwaukee Bucks       | 185         | 77          | 35.7      | —      |
| G    | Russell Westbrook2 | Oklahoma City Thunder | 191         | 85          | 44.1      | —      |
| G    | Derrick Rose1      | Chicago Bulls         | 191         | 86          | —         | —      |

Napomene
^1  Derrick Rose nije mogao nastupiti zbog ozljede 

^2  Russell Westbrook imenovan je Roseovom zamjenom

### Shooting Stars natjecanje
Na Haier Shooting Stars Competition, ili mješovitom natjecanju u šutiranju nastupili su predstavnici četiriju gradova: Atlanta, Los Angeles, Sacramento i domaćin Teksas. Svaku ekipu (grad) predstavljala su tri člana: jedan aktivni NBA igrač, jedna aktivna WNBA igračica i bivša NBA zvijezda. Cilj je iz šest različitih pozicija pogoditi šest šuteva, a čija ekipa, odnosno grad u najbržem vremenu ostvari cilj, pobjednik je ovog natjecanja. Na ovogodišnjem natjecanju, u momčadi Teksasa, imali smo prilike vidjeti čak tri različita igrača iz tri različite franšize: San Antonio, Houston i Dallas. Pobjednik natjecanja bila je momčad Teksasa.
| Grad/Savezna država | Članovi                | Klub                              | Prvi krug | Finale |
| ------------------- | ---------------------- | --------------------------------- | --------- | ------ |
| Teksas              | Dirk Nowitzki          | Dallas Mavericks                  | 1:28      | 34.3   |
| Teksas              | Becky Hammon           | San Antonio Silver Stars          | 1:28      | 34.3   |
| Teksas              | Kenny Smith            | Houston Rockets (umirovljen)      | 1:28      | 34.3   |
| Los Angeles         | Pau Gasol              | Los Angeles Lakers                | 1:00      | 55.2   |
| Los Angeles         | Marie Ferdinand-Harris | Los Angeles Sparks                | 1:00      | 55.2   |
| Los Angeles         | Brent Barry            | Los Angeles Clippers (umirovljen) | 1:00      | 55.2   |
| Sacramento          | Tyreke Evans           | Sacramento Kings                  | 1:46      | —      |
| Sacramento          | Nicole Powell          | Sacramento Monarchs               | 1:46      | —      |
| Sacramento          | Chris Webber           | Sacramento Kings (umirovljen)     | 1:46      | —      |
| Atlanta             | Joe Johnson            | Atlanta Hawks                     | 1:47      | —      |
| Atlanta             | Angel McCoughtry       | Atlanta Dream                     | 1:47      | —      |
| Atlanta             | Steve Smith            | Atlanta Hawks (umirovljen)        | 1:47      | —      |

### H-O-R-S-E natjecanje
H-O-R-S-E natjecanje prvi puta je uvedeno na All-Star vikendu 2009. godine te se održao u subotu, dan prije All-Star utakmice. Zadatak natjecanja je neostvariti svih pet slova. Igrač dobiva slovo svaki puta kada promaši, tj. ne ponovi, koš prethodnog igrača. Svaki igrač ima vrijeme od 24 sekunde za izvođenje zadatka dok je zakucavanje zabranjeno. Igrač koji prvi sakupi pet slova biva izbačen iz natjecanja. Uz sva naložena pravila, sudci također prate izvršavanje zadataka te određuju jesu li oni pravilno izvedeni. Uz branitelja naslova, Kevin Duranta, nastupili su još Rajon Rondo i Omri Casspi. Naslov pobjednika natjecanja, nakon serije trica, odnio je upravo Durant.
| Poz. | Igrač        | Klub                  | Visina (cm) | Težina (kg) | Rezultat  |
| ---- | ------------ | --------------------- | ----------- | ----------- | --------- |
| F    | Kevin Durant | Oklahoma City Thunder | 206         | 98          | H-O-R     |
| G    | Rajon Rondo  | Boston Celtics        | 185         | 78          | H-O-R-S-E |
| F    | Omri Casspi  | Sacramento Kings      | 206         | 102         | H-O-R-S-E |

### Utakmica slavnih
NBA Utakmica slavnih igrala se u petak, 12. veljače. Ukupno 16 poznatih osoba, što iz svijeta glume i šoubiznisa te umirovljenih NBA zvijezda, odigralo je jednu eksibicijsku utakmicu, a momčadi su ovaj puta vodili Magic Johnson i Alonzo Mourning. Od bivših NBA igrača nastupili su Robert Horry, Rick Fox i Chris Mullin, a na ovoj utakmici nastupio je i vlasnik Dallas Mavericksa, Mark Cuban. Zapad je pobijedio Istok rezultatom 41:37. Najkorisnijim igračem utakmice proglašen je glumac Michael Rapaport koji je s 4 poena i sjajnom obranom nad Terrelom Owensom odveo Zapad do pobjede. Owens, dvostruki osvajač nagrade za najkorisnijeg igrača utakmice, predvodio je Istok s 10 poena.
| Igrač                          | Status                          |
| ------------------------------ | ------------------------------- |
| Doctor Oz                      | doktor/TV domaćin               |
| Chris Tucker                   | glumac/komičar                  |
| Joel Moore                     | glumac                          |
| Pitbull                        | glazebnik                       |
| Terrell Owens                  | NFL igrač                       |
| "Flight Time" Lang             | Harlem Globetrotters            |
| "Big Easy" Lofton              | Harlem Globetrotters            |
| Angel McCoughtry               | WNBA igračica                   |
| Nancy Lieberman                | članica Košarkaške Kuće slavnih |
| Rick Fox                       | umirovljeni NBA igrač           |
| Glavni trener: Alonzo Mourning |                                 |
| Pomoćni trener: Mario Lopez    |                                 |

| Igrač                        | Status                    |
| ---------------------------- | ------------------------- |
| Anthony Kim                  | Profesionalni igrač golfa |
| Terrence J                   | TV domaćin                |
| Mark Cuban                   | Dallas Mavericks vlasnik  |
| Common                       | glumac/glazbenik          |
| Michael Rapaport             | glumac                    |
| "Scooter" Christensen        | Harlem Globetrotters      |
| "Special K" Daley            | Harlem Globetrotters      |
| Becky Hammon                 | WNBA igračica             |
| Chris Mullin                 | umirovljeni NBA igrač     |
| Robert Horry                 | umirovljeni NBA igrač     |
| Glavni trener: Magic Johnson |                           |
| Pomoćni trener: Drake        |                           |

## Vanjske poveznice
- NBA All-Star 2010. na NBA.com
- NBA All-Star 2010. na ESPN.com